# Humera
Humera è una città dell'Etiopia della provincia del Kafta Humera, situato nella Regione dei Tigrè. Questa provincia si trova a 583 metri sopra il livello del mare nella zona ovest dello stato federale del Tigrai dell'Etiopia nella provincia di Humera, stato federale del Tigray o Tigrè. Il fiume Tekezé confina a nord con la città.confina inoltre con l’Eritrea a nord e con il Sudan an est, per queste ragioni è un crocevia importante per la migrazione.
Humera è una città agricola importante specialmente per l’agricoltura intensiva di sesamo.